# Karl Garlik
Karl Garlik (14. května 1886 Křemýž – 2. ledna 1954 Litoměřice) byl československý politik německé národnosti a senátor Národního shromáždění ČSR za Sudetoněmeckou stranu (SdP).

## Biografie
V parlamentních volbách v roce 1935 získal senátorské křeslo v Národním shromáždění. V senátu setrval do října 1938, kdy jeho mandát zanikl v důsledku změn hranic Československa.
Profesí byl horníkem v Němečkách.
Po roce 1945 jej československé úřady odsoudily k pěti letům vězení. Zemřel v lednu 1954 v Litoměřicích.